# Collix lasiospila
Collix lasiospila är en fjärilsart som beskrevs av Edward Meyrick 1886. Collix lasiospila ingår i släktet Collix och familjen mätare. Inga underarter finns listade i Catalogue of Life.